# David O'Donnell
David O'Donnell é um ator estadunidense.

## Filmografia

### Televisão
- 2006 One on One como Renalto
- 2003 NCIS como Jeb
- 2002 That's Life como Johnny MacClay
- 1999 Undressed como Alex
- 1999 Forbidden Island como Sam
- 1999 Beverly Hills, 90210 como Tony
- 1998 Melrose Place como Kent Damarr
- 1997 Sabrina, the Teenage Witch como Ramage
- 1996 NYPD Blue como Carey

### Cinema
- 2007 Dear Me como Desmond
- 2006 Magma como C.J
- 2005 The End of Suffering como Gui
- 2005 The Rain Makers como Paulo
- 2005 Dirty Love como Jake
- 2003 Silent Warnings como Stephen Fox
- 2001 Red Zone como Billy Elliot
- 2000 Thirteen Days como Bruce Wilhemy
- 1999 Made Man como Nick